# Papillonotus granulosus
Papillonotus granulosus är en kvalsterart som beskrevs av Wallwork 1961. Papillonotus granulosus ingår i släktet Papillonotus och familjen Papillonotidae. Inga underarter finns listade i Catalogue of Life.